# Producción tradicional de la harina de yuca

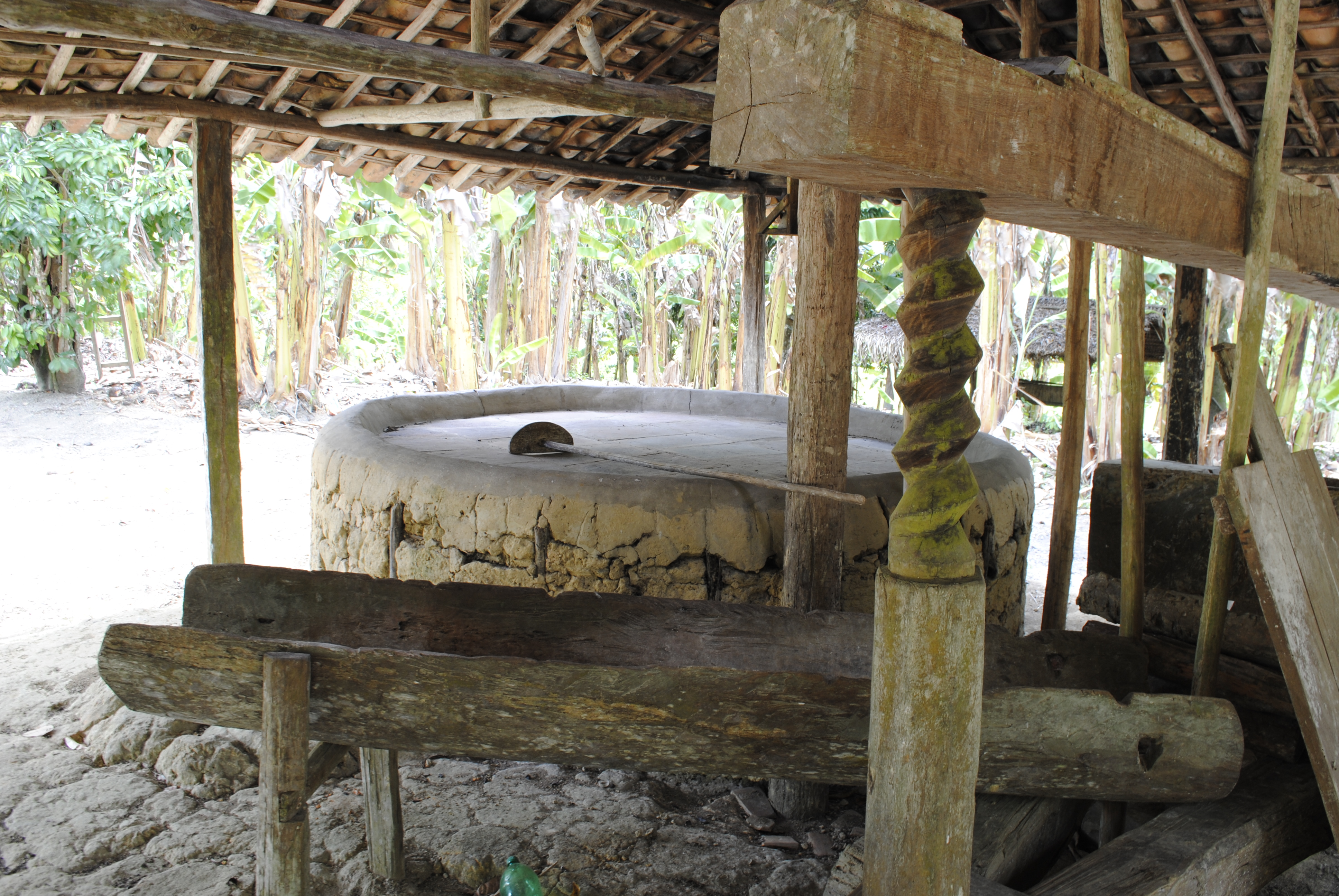
Fábrica artesanal de harina de yuca, tradicionalmente llamada casa de farinha («casa de harina»). En primer plano, el comedero y el huso. En el fondo, el horno.

La producción y consumo de harina de yuca tiene una larga tradición en la región Norte y Noreste de Brasil. A partir de la raíz de la yuca (Manihot esculenta, también llamada mandioca) se producen los siguientes productos: harina seca, harina de agua y harinas mixtas; también goma, fécula, el tucupí, la tapioca y harina de tapioca. El procesamiento de la raíz de yuca a menudo se realiza de acuerdo con métodos tradicionales, heredados de los pueblos indígenas, que fueron los primeros productores de la especie. Sin embargo, la transformación industrial ha ido en aumento.

## Historia
Los primeros vestigios de morteros para la molienda de yuca en Brasil datan de hace dos mil años. La tecnología para transformar las raíces de yuca en harina es tradicional en Brasil y se mantiene principalmente en la región amazónica y el noreste. Se lleva a cabo en pequeñas unidades artesanales rurales, conocidas como casas de farinha («casas de harina»), utilizando equipos rústicos y mano de obra familiar o empleados locales.
La harina de yuca es un ingrediente de multitud de recetas de la gastronomía brasileña, incluido el beiju, conocido por los indios como mbyú, farofa o pirão. Ya en 1551, el sacerdote jesuita Manuel da Nóbrega, al escribir sobre su visita a Pernambuco, se refirió al beiju y la harina elaborados por los pueblos indígenas. En el periodo colonial, la harina de yuca se convirtió en parte esencial de la dieta de los esclavos y sirvientes de granjas y molinos, además de ser parte de la comida de los viajeros portugueses. En algunas regiones, con el objetivo de hacer que los alimentos sean menos perecederos, la harina de yuca se mezclaba con harina de pescado seca (farinha de peixe seco), machacada en una maja.